# Diane Lockhart
Diane Lockhart es un personaje de la serie de televisión de CBS The Good Wife y es interpretada por Christine Baranski, quien ha recibido críticas positivas por su actuación, como la de haber sido nominada para seis premios Emmy de Primetime consecutivos por Mejor Actriz de Reparto en una Serie de Drama. El personaje volvió a ser el protagonista de la secuela de la serie The Good Fight.

## Antecedentes
Socia principal de su bufete de abogados, Diane es una defensora liberal de las causas de la mujer. Habla francés con fluidez y parece tener una vida social activa. Conoce a Kurt McVeigh, un experto en balística republicano, y se siente atraída por él al instante, a pesar de sus diferencias políticas. Ella se enamora de él, y los dos se casan. Su padre quería que se convirtiera en senadora, aunque su madre esperaba que se convirtiera en enfermera, se casara y tuviera hijos. Aunque inicialmente se muestra escéptica de las habilidades de Alicia Florrick como abogada cuando se une a la firma, Diane es su mentora. Las dos se hacen más amigas después de la muerte de Will, lo que la afectó profundamente. Ella no duda en decirle a nadie cuando piensa que está equivocado. Diane a menudo está dividida entre apoyar a Alicia y Cary Agos cuando ambos están compitiendo. En el primer episodio de The Good Fight, pierde todo su dinero en un esquema Ponzi y se ve obligada a abandonar su empresa.

## Spin-off
Baranski retomó su papel en el spinoff, The Good Fight, junto con Cush Jumbo retomando su papel de Lucca Quinn. A diferencia de The Good Wife, la serie se emite en CBS All Access en lugar de en la cadena CBS (aunque el episodio piloto se emitió en la cadena).
Al igual que en la serie matriz, Diane es un personaje central del programa. La serie gira en torno a la joven ahijada y colega legal de Diane, que es la hija de su rica compañera de cuarto en la universidad, y que tiene una vida familiar problemática. Diane tiene sus propios problemas en la serie, ya que es retratada hablando con su marido sobre el divorcio, y ha perdido gran parte de su fortuna en un esquema Ponzi conectado con la familia de su ahijada.